# Robeasca
Robeasca – wieś w Rumunii, w okręgu Buzău, w gminie Robeasca. W 2011 roku liczyła 735 mieszkańców.